# Spring Breakers
Spring Breakers är en amerikansk film från 2012 regisserad av Harmony Korine. I huvudrollerna ses Selena Gomez, Vanessa Hudgens, Ashley Benson, Rachel Korine och James Franco. Filmen valdes ut för att tävla om Guldlejonet vid Filmfestivalen i Venedig 2012.
Filmen hade svensk biopremiär den 22 juni 2013.

## Handling
De fyra tjejerna Candy (Vanessa Hudgens), Faith (Selena Gomez), Brit (Ashley Benson) och Cotty (Rachel Korine) är ett gäng tonåringar som söker efter spänning. Inför spring break vill tjejerna åka till Florida för att fira deras semester, så tre av dem bestämmer sig för att råna en restaurang för att finansiera resan. Under deras vistelse i Florida tillfångatas de dock av polisen under en drogfest och hamnar i fängelse. Alien (James Franco), en drog- och vapenhandlare, betalar för deras borgen i utbyte mot att de gör smutsjobb åt honom.

## Rollista

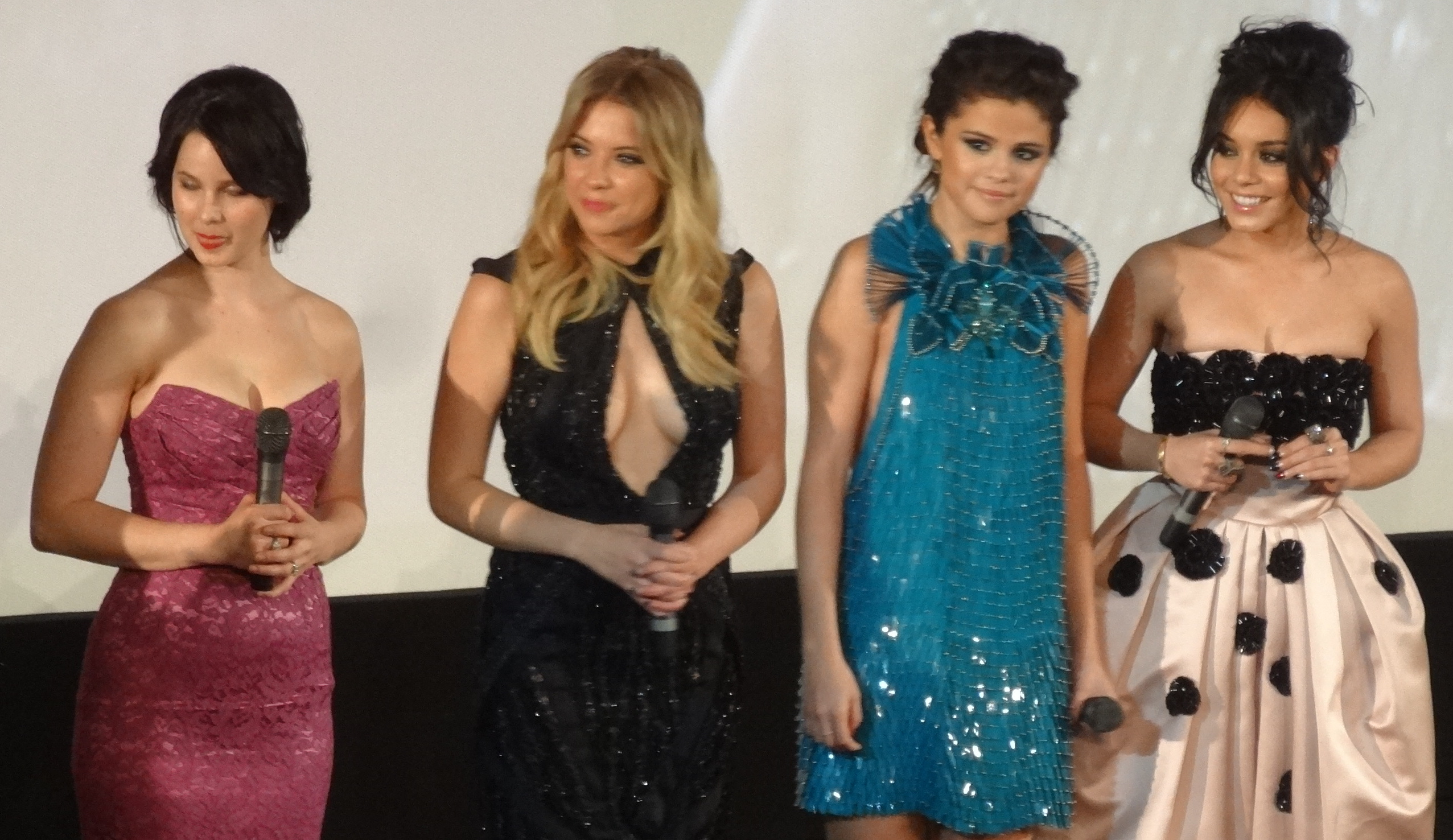
Från vänster: Rachel Korine, Ashley Benson, Selena Gomez och Vanessa Hudgens på filmens premiär i Paris, februari 2013.

- Selena Gomez som Faith
- Vanessa Hudgens som Candy
- Ashley Benson  som Brit
- Rachel Korine som Cotty
- James Franco som Alien
- Heather Morris som Bess
- Gucci Mane som Archie

## Produktion
Enligt Harmony Korine skrev han filmen delvis för att kompensera att han själv som ung aldrig åkte iväg på spring breaks. Den egentliga rollistan för de fyra kvinnliga huvudrollsinnehavarna var från början Selena Gomez, Vanessa Hudgens, Rachel Korine och Emma Roberts. Rachel Korine var den första personen som bekräftades vara en del av projektet. Roberts hoppade av filmen tidigt under 2012 på grund av "kreativa meningsskiljaktigheter som inte kunde lösas." Hon ersattes kort därefter av Ashley Benson. Filmen spelades in i mars och april 2012 i Saint Petersburg, Florida. En tre minuter lång förhandstitt av filmen släpptes i samband med Filmfestivalen i Venedig 2012.